# 法雷學派
淨土真宗法雷學派（英語：Association Horai, "Horai" literally "Dharma Thunder"），簡稱法雷、法雷轍、法雷學轍或法雷學派，是屬於淨土真宗本願寺派（指「西本願寺」）之下的學派。

## 學風特色
我於無量劫，不為大施主，普濟諸貧苦，誓不成正覺。

我至成佛道，名聲超十方，究竟有不聞，誓不成正覺。

……（中間省略）

法雷學派的特點是立論於「三誓偈」來解阿彌陀佛本願，詮釋「南無阿彌陀佛」和「彌陀本願」的由來，以及本願如何救渡眾生的關係。
法雷學派最大的供獻在“行信論”，又，四祖瑞劍在融會東西方哲學、神學、宗教，而歸於大乘佛教信心的立場上做出了卓越貢獻。教義傳持真宗的綱要「信心正因，稱名報恩」，通過念佛達致感應道交，將阿彌陀佛本願的教法如實傳承，就是「法雷轍」。
至於親鸞聖人建立真宗的法義——「五願開示」， 法雷學派在親鸞所立「教、行、信、證」外，則是以「三心開五願」來加以解說。即是：
- 「至心」（真心）開第17願——諸佛稱名願、
- 「信樂」（信心）開第18願——至心信樂願、
- 「欲生」（願心）開第11願——必至滅度願、
- 「我國」（目標）開第12願——光明無量願和第13願——壽命無量願。

「至心信樂，欲生我國」，善導大師釋言：「稱我名號，願生我國」，出自《佛說無量壽經》：「設我得佛，十方眾生，至心信樂，欲生我國，乃至十念。若不生者，不取正覺。唯除五逆，誹謗正法。」是阿彌陀佛所發四十八願中的第十八願，也是淨土法門開宗立教的根基。 法然上人在日本開創淨土宗是以此第十八願「一願立宗」，親鸞聖人開創淨土真宗則是以第十一、十二、十三、十七、十八等願「五願開顯」。
法雷學派的重要著作有《本願海濤音》、《大悲願船》、《呼喚聲》、《御文章》、《一代記聞書》、《大無量壽經玄義》、《正信偈講話》、《歎異抄略註》、《真暗闇》、《教行信證大系》、《安心的極意》等，中譯本由釋瑞覺翻譯。

## 淵源
淨土真宗開創祖師——親鸞聖人（1173年－1263年）的法脈繼承自龍樹菩薩、天親菩薩、曇鸞和尚、道綽禪師、善導大師、源信和尚和法然上人，真宗遵奉為「三國七祖」。
親鸞以後傳承給覺如（1270年－1351年，京都大谷本願寺，親鸞外曾孫）、存覺（1290年－1373年，京都常樂台，覺如長子）、了尊（1582年－1638年，紀伊和歌浦性應寺，光昭〔准如〕門生）、西吟（1605年－1663年，豐前小倉永照寺，了尊門生）、知空（1634年－1718年，京都六條光隆寺，西吟門生）、靈潭（1689年－1769年，越中上市明光寺，知空門生）、卞關（1674年－1736年，越前金津教順寺，靈潭門生）、慧鐺（1694年－1751年，越前大田平乘寺，卞關門生）、功存（1720年－1796年，越前大田平乘寺，慧鐺門生）、環中（生卒未詳，肥後東光寺，功存門生）、慶恩（1782年－1848年，肥後善正寺，環中門生）。

## 歷代導師
法雷學派的歷代導師，如下：
初代 斷鎧
光明坊斷鎧（ Kōmyōbō Dangai，1808年－1869年，祖代俗姓『三上』），出生於山口縣萩，是淨土真宗本願寺派『晃天山光源寺』（〒758-0043 山口県萩市上五間町45）前身——『長州萩光明坊』的第13代（末代）住職，師事於『肥後善正寺』——慶恩，創立法雷學派。
1865年（慶應元年），萩實施鎖國，僧人被令參與戰事，於是斷鎧住職在縣內集結眾僧成立『法雷窟社』，講述『法雷學轍』。1892年（明治25年），光明坊併入光源寺後，寺號遷移至鹿兒島，由光源寺保存斷鎧住職親筆的『法雷窟』匾額。
二代 隆英
瓜生津隆英（ Ryuei Uryuzu，1820年－1903年），法諱隆慧，院號『謙敬院』，淨土真宗本願寺派『白鳥山法城寺』（〒529-1172 滋賀県犬上郡豊郷町安食南615）住職，1857年（安政4年）創立法雷社，逐漸發展成為後來的法雷教校。
三代 利劍
桂利劍（ Riken Katsura，1872年－1944年），院號『法雷院釋利劍法師』，創立私立法雷教校（法城寺），位於滋賀縣犬上郡豐鄉町豐鄉小學校附近，利劍、瑞劍師徒對法雷學派的學風傳承有重大影響。
四代 瑞劍
稻垣瑞劍（ Zuiken Saizo Inagaki，1885年－1981年，俗名『稻垣最三』），出生於兵庫縣姫路市，關西學院大學畢業，任職本願寺關係學校——學校法人『成德學園』校長、理事長共達52年，創立法雷會（Horai Association）。
1885年（明治18年）10月5日，瑞劍出生於篤信淨土真宗的家庭，兒時開始就學習真宗法義。38歲起師事於利劍法師，學習真宗「法雷轍」，從師共有21年；1945年（昭和20年）8月15日，得度於西本願寺。1968年（昭和43年），設立宗教法人『法雷會館』（〒657-0804 兵庫県神戸市灘区城の下通3-2-33）；1977年（昭和52年），發行『法雷』月刊誌。1981年（昭和56年）1月13日逝世，院號『護城院釋瑞劍法師』。
著作有《教行信證大系》7冊、《真宗玄義》、《死的解決》2冊、《世界之光·釋尊傳（英語）》、《英譯歎異抄》、《安心的極意》10冊和超過廿餘種的英、日文著作。
五代 瑞雄
稻垣瑞雄（ Zuio Hisao Inagaki，1929年－2013年，俗名『稻垣久雄』），稻垣瑞劍次子，出生於兵庫縣神戶市，前倫敦大學佛教學講師、現任龍谷大學名譽教授，著作有《正信念佛之道：正信偈講義》等。2013年2月23日圓寂。
瑞默
野瀨瑞默（ Zuimoku Nose，1924年－2011年），佛教大學畢業，師事於瑞劍法師共27年，曾任日本、香港和台灣三地法雷會的常任講師，《法雷月刊》主編。1999年到訪香港，將法雷學派的法燈傳承至香港；:37 2005年受邀中國，將善導流念佛的法統重新傳入福州，以及善導大師昔日的駐錫地——西安；:39–40 2006年登臨台灣，率弟子瑞覺法師於高雄建立法雷寺。2011年11月3日於台灣圓寂。

## 海外發展

### 中國
中國淨土宗的修持法門在唐代形成「慧遠流」（自力念佛）、「善導流」（他力念佛）和「慈愍流」（自他二力念佛）三大流派，瑞默法師傳入的「法雷學派」就是與善導大師有淵源的淨土真宗（本願念佛），但跟同是淨土真宗的親鸞會又有不同。
法雷學派在中國的傳道活動，有成立於2000年的『香港法雷念佛會』、成立於2006年的『福州法雷念佛會』和成立於2010年的『陝西法雷念佛會』。:37–40

### 香港
2000年，香港法雷念佛會在瑞覺、妙智、智恆、妙渡等諸位法師和同修們的支持下成立，專志念佛法門。 創會住持是大嶼山慧蓮淨苑——釋妙慈法師；2008年3月8日，第二代住持——釋淨覺法師接任住持的職務。

### 台灣
法雷學派在台灣的據點是建於2006年6月的高雄法雷寺，位於高雄市大樹區三和里三和路，釋瑞覺住持。:36–37 主要傳道活動有成立於2007年10月的『台北法雷念佛會』。:36–37
釋瑞覺（1963年－，釋尼），龍谷大學真宗學博士、高雄法雷寺住持。本身是在台灣出家，1988年赴日求學，1997年起從學於瑞默法師，日本佛教大學佛教學系畢業，主要從事教內傳道和經典翻譯的工作。

### 國際
國際法雷會（Horai Association International）的創始人是稻垣瑞劍，他是以英語向海外國家傳揚真宗法義的先驅之一，目前由瑞劍次子——瑞雄繼承父親的職務。
國際法雷會在澳洲、巴西、希臘、香港、意大利、日本、新加坡、瑞士等地有當地代表。

## 另見
- 佛學大辭典/法雷
- 淨土真宗
- 淨土真宗本願寺派
- 南無阿彌陀佛
- 念佛

## 延伸閱讀
- .  . 奈良: . 1994年10月. NDL 98020282 （日语）.

## 外部連結
- 香港法雷念佛會 （页面存档备份，存于），淨土真宗本願寺派香港法雷念佛會
- 淨土真宗本願寺派九條山淨教寺，瑞劍法師曾在奈良『九條山淨教寺（日语：淨教寺 (奈良市)）』進行傳道活動30年
- Association Horai，
- The Teaching of Zuiken （页面存档备份，存于），
- Notes on the Nembutsu （页面存档备份，存于），
- 日本國立國會圖書館搜尋和出版社的結果
- 日本國立國會圖書館搜尋「 （页面存档备份，存于）」、「 （页面存档备份，存于）」和「 （页面存档备份，存于）」作者的結果